# Mailley-et-Chazelot
Mailley-et-Chazelot ist eine französische Gemeinde im Département Haute-Saône in der Region Bourgogne-Franche-Comté.

## Geographie
Mailley-et-Chazelot liegt auf einer Höhe von 292 m über dem Meeresspiegel, etwa zwölf Kilometer südwestlich von Vesoul (Luftlinie). Das Dorf erstreckt sich im Zentrum des Départements, in einer breiten Mulde im Hügelland, das sich zwischen dem Saônebecken und dem Flusstal des Ognon erstreckt.
Die Fläche des 25,03 km² großen Gemeindegebiets umfasst einen Abschnitt der gewellten Landschaft zwischen den Flusstälern von Saône im Nordwesten und Ognon im Süden. Der zentrale Teil des Gebietes wird der Mulde von Mailley eingenommen, die durchschnittlich auf 290 m liegt. Sie weist eine Breite von ungefähr 1,5 km auf und öffnet sich gegen Nordwesten zum Saônebecken. Die Talmulde ist überwiegend von Acker- und Wiesland bestanden. Nach Nordosten leitet die Mulde zum Becken von Vesoul über. 
Flankiert wird die Mulde von den vorwiegend bewaldeten Höhen von Mailley. Im Norden verläuft die Abgrenzung im Bois du Mont (bis 370 m). Nach Osten und Südosten erstreckt sich das Gemeindeareal über die Höhe Croix de la Roche (442 m) und den Bois des Chaillots bis auf die Hochfläche der Grands Bois de Mailley. Hier wird mit 463 m die höchste Erhebung von Mailley-et-Chazelot erreicht. Im Südwesten markiert der Chaillolet (362 m) die Grenze. In geologischer Hinsicht besteht das Hügelland aus einer Wechsellagerung von kalkigen und sandig-mergeligen Sedimenten der mittleren und oberen Jurazeit, die durch mehrere in Richtung Südwest-Nordost orientierte Verwerfungen gestört sind. Es gibt hier keine oberirdischen Fließgewässer, weil das Niederschlagswasser im verkarsteten Untergrund versickert.
Die Gemeinde besteht aus dem Hauptort Mailley (292 m) und dem Weiler Chazelot (325 m) in einer Mulde zwischen Chaillolet und Bois des Chaillots. Nachbargemeinden von Mailley-et-Chazelot sind Rosey und Baignes im Norden, Velleguindry-et-Levrecey und Le Magnoray im Osten, Pennesières, Hyet, Fondremand und Maizières im Süden sowie Grandvelle-et-le-Perrenot und Neuvelle-lès-la-Charité im Westen.

## Geschichte
Ein Gräberfeld aus der Merowingerzeit weist auf eine frühe Besiedlung des Gemeindegebietes hin. Erstmals urkundlich erwähnt wird Mailley im Jahr 1235. Im Mittelalter gehörte das Dorf zur Freigrafschaft Burgund und darin zum Gebiet des Bailliage d’Amont. Zunächst war Mailley im Besitz der Äbte von Luxeuil, später bildete es den Mittelpunkt einer eigenen Herrschaft. Die Adelsfamilie von Mailley erlosch 1414. Zusammen mit der Franche-Comté gelangte das Dorf mit dem Frieden von Nimwegen 1678 definitiv an Frankreich. Zu einer Gebietsveränderung kam es im Jahr 1808, als Mailley und Chazelot, das bereits 1228 schriftlich erwähnt wird, zur Doppelgemeinde Mailley-et-Chazelot fusionierten. Heute ist Mailley-et-Chazelot Mitglied des 22 Ortschaften umfassenden Gemeindeverbandes Communauté de communes des Combes.

## Bevölkerung
| Jahr                       | 1962 | 1968 | 1975 | 1982 | 1990 | 1999 | 2011 | 2018 |
| Einwohner                  | 369  | 359  | 389  | 428  | 505  | 561  | 618  | 647  |
| Quellen: Cassini und INSEE |      |      |      |      |      |      |      |      |

Mit 613 Einwohnern (1. Januar 2022) gehört Mailley-et-Chazelot zu den kleinen Gemeinden des Départements Haute-Saône. Nachdem die Einwohnerzahl in der ersten Hälfte des 20. Jahrhunderts deutlich abgenommen hatte (1886 wurden noch 712 Personen gezählt), wurde seit Beginn der 1970er Jahre wieder ein kontinuierliches Bevölkerungswachstum verzeichnet.

## Sehenswürdigkeiten
Die Kirche Saint-Roch wurde 1770 neu erbaut. Sie beherbergt eine bemerkenswerte Ausstattung, darunter ein Taufbecken (16. Jahrhundert), Statuen und einen reich skulptierten Holzaltar aus dem 17. und 18. Jahrhundert, die Reliquien von Saint-Roch (15. Jahrhundert) sowie verschiedene Grabplatten. 
Der alte Ortskern ist geprägt durch zahlreiche Bürgerhäuser aus dem 16. bis 18. Jahrhundert, die den charakteristischen Stil der Haute-Saône zeigen. 
Mailley verfügte über zwei Herrschaftssitze: Während das sogenannte Château d'En-Bas (16. Jahrhundert) noch gut erhalten ist, sind vom Château d'En-Haut nur noch die Überreste eines Turms und der Umfassungsmauer sichtbar.

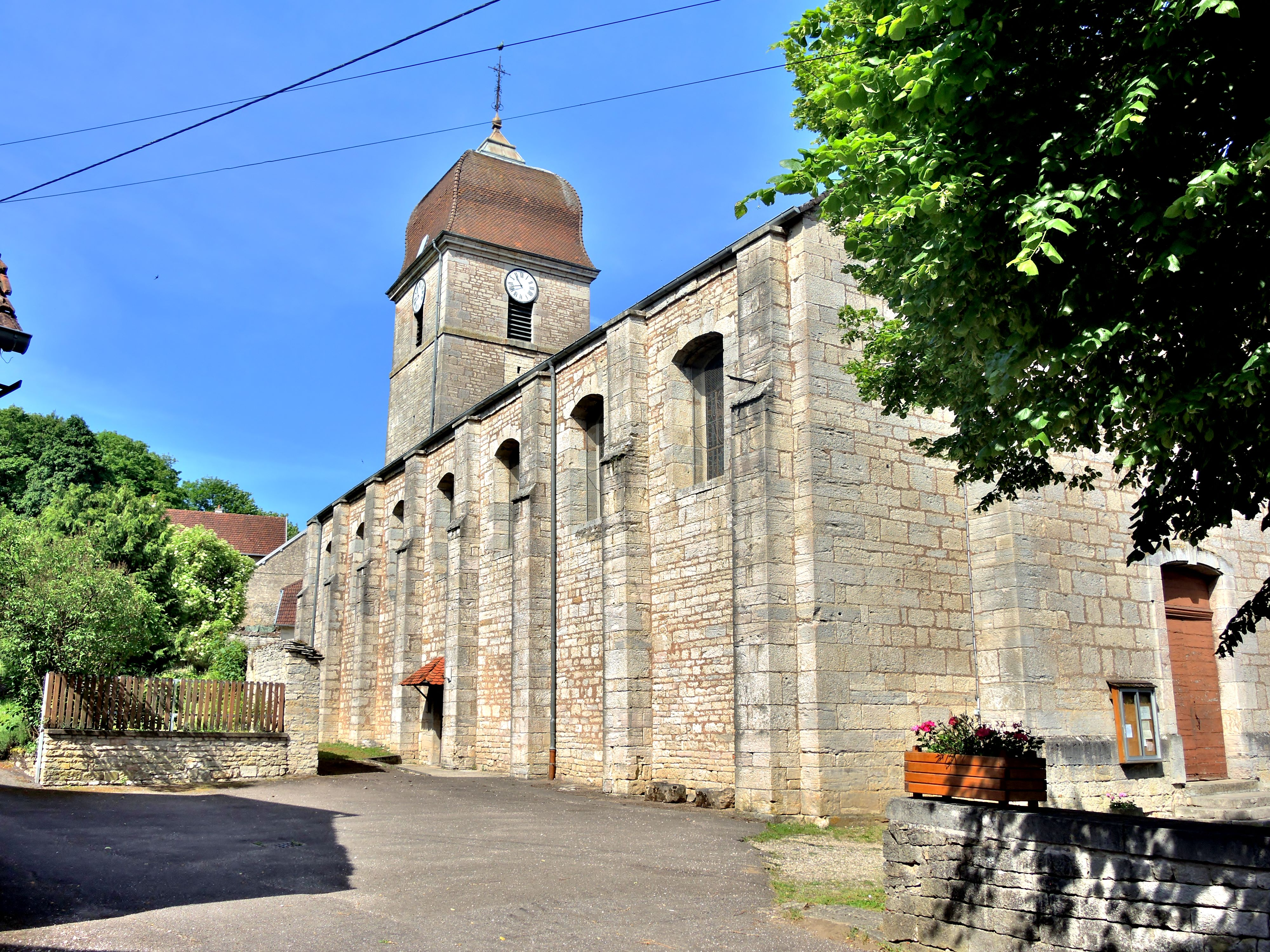
Kirche Saint-Roch
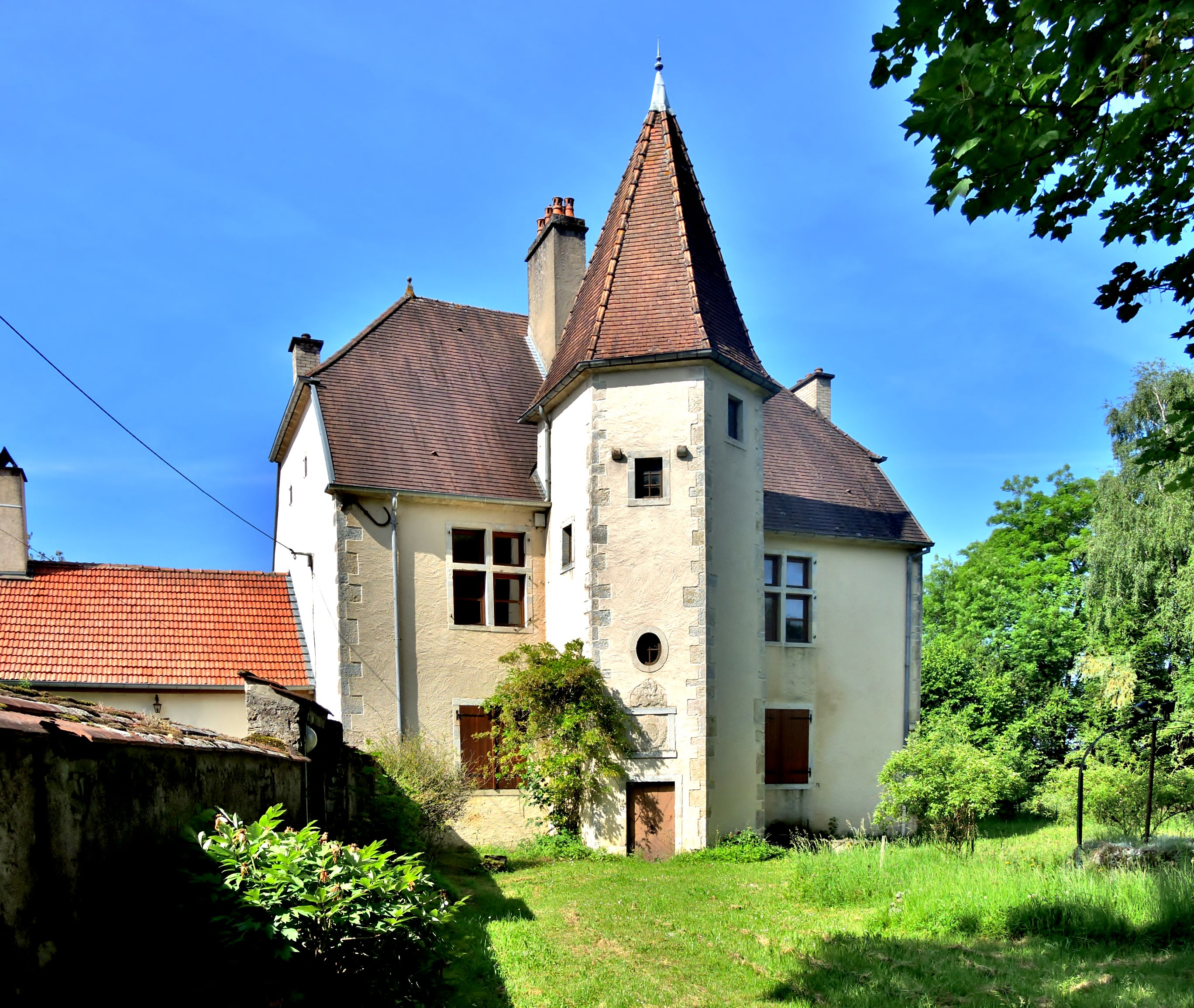
Château d'En-Bas
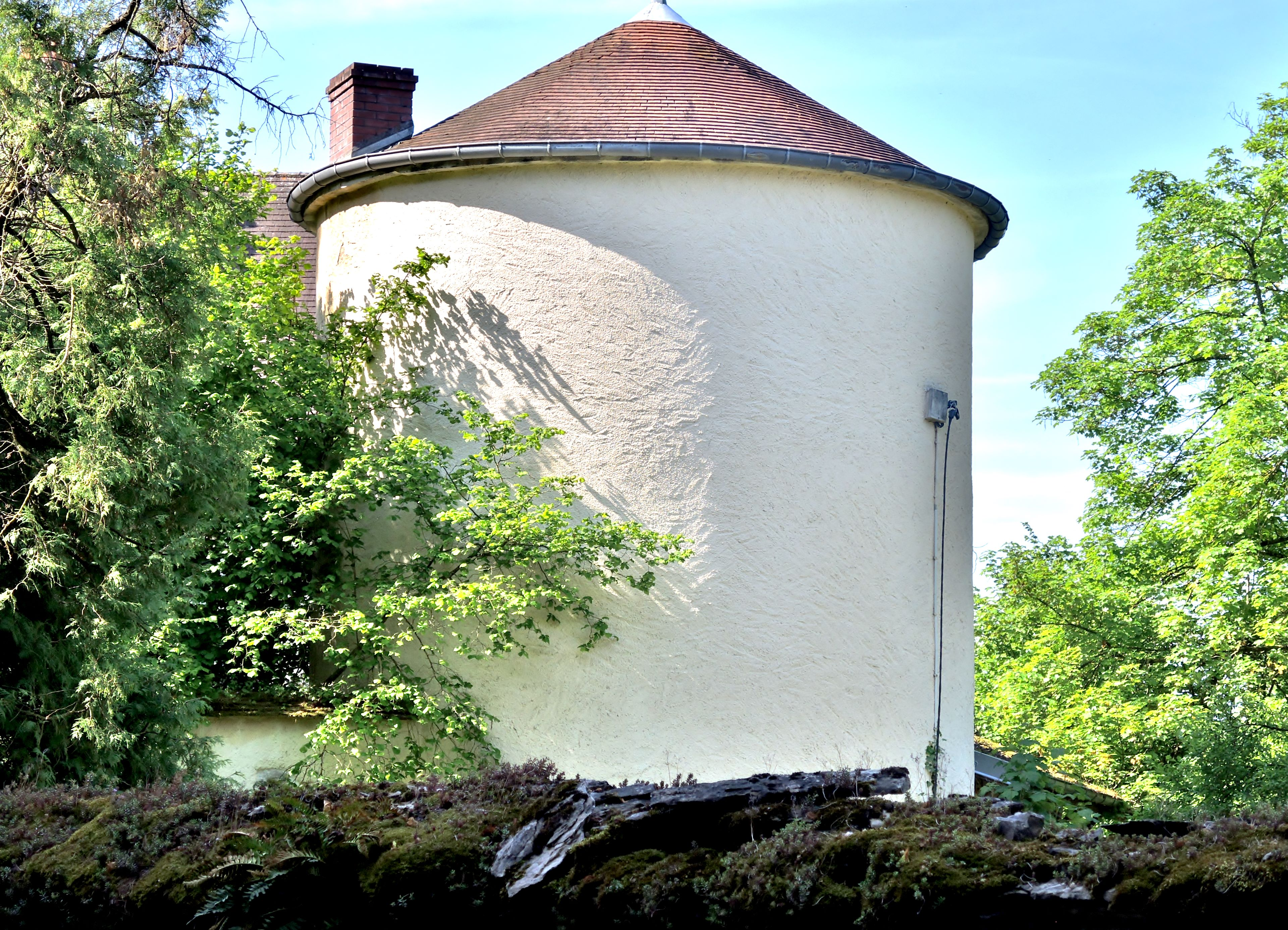
Ehemaliger Taubenturm am Château d'En-Bas
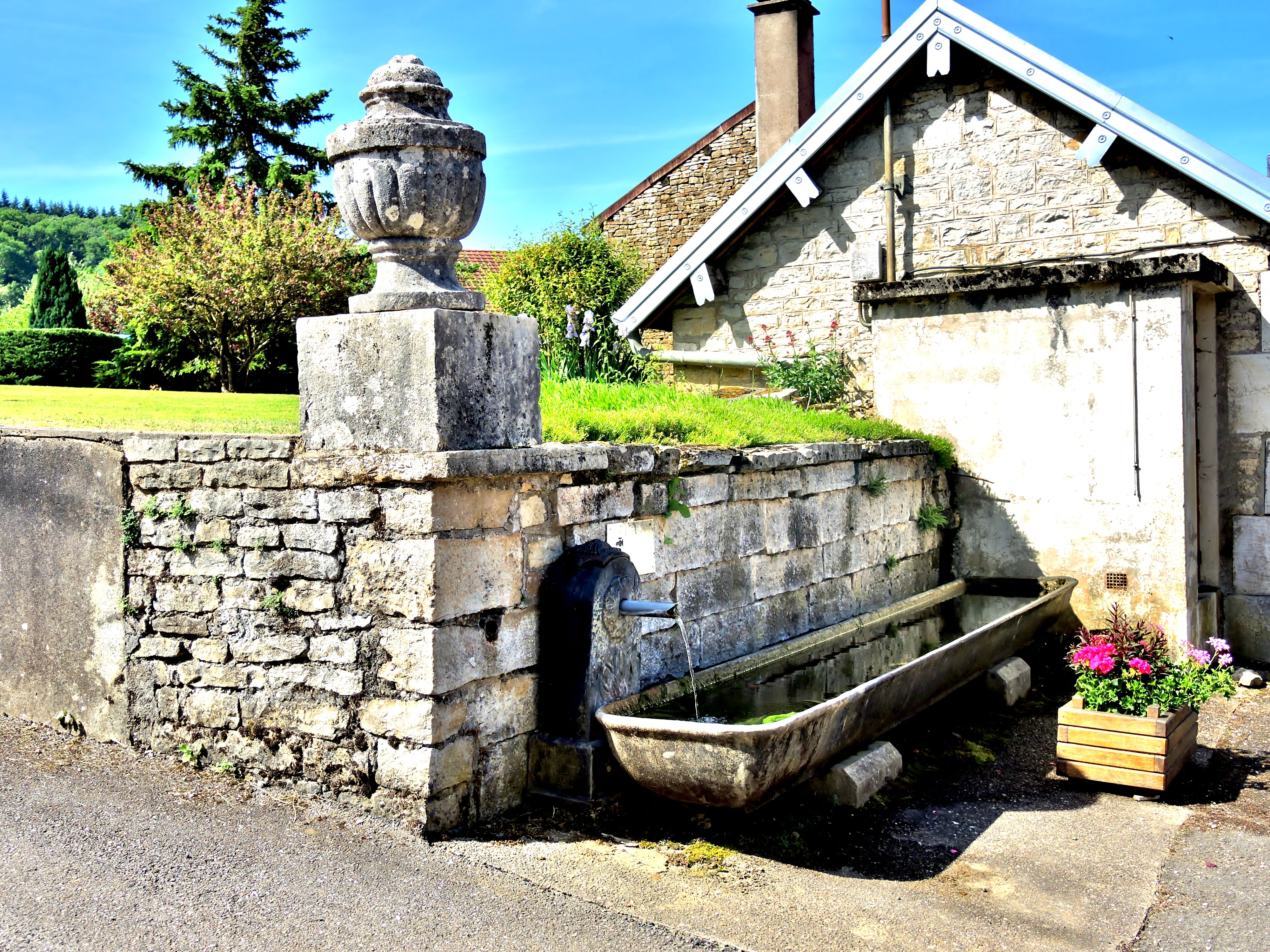
Brunnen, Waschplatz und ehemalige Viehtränke

## Wirtschaft und Infrastruktur
Mailley-et-Chazelot war bis weit ins 20. Jahrhundert hinein ein vorwiegend durch die Landwirtschaft (Ackerbau, Obstbau und Viehzucht) und die Forstwirtschaft geprägtes Dorf. Heute gibt es verschiedene Betriebe des lokalen Kleingewerbes, unter anderem eine Marmorschleiferei. In den letzten Jahrzehnten hat sich das Dorf zu einer Wohngemeinde gewandelt. Viele Erwerbstätige sind deshalb Wegpendler, die in den größeren Ortschaften der Umgebung ihrer Arbeit nachgehen.
Die Ortschaft ist verkehrstechnisch gut erschlossen. Sie liegt an der Hauptstraße D474, die von Vesoul via Gy nach Gray führt. Weitere Straßenverbindungen bestehen mit Rosey, Levrecey und Pennesières.